# 聶世潤
聶世潤（1561年—？年），字德甫，號雨軒，四川保寧府劍州人，明朝政治人物。同進士出身。

## 生平
由學生中式萬曆七年（1579年）己卯科四川鄉試四十一名舉人，萬曆十四年（1586年）丙戌科会试第一百十名，第三甲第一百四名進士。工部观政，本年八月授陕西紫阳县知县，十五年正月調繁富平县，二十年正月降用，贬祁州判官。二十四年升灵寿县知县，二十八年升南户部主事，二十九年考察調用，改青县知县，三十五年補湘乡知县，本年升撫州府同知，四十年六月升廣西庆远府知府，本年考察調簡，四十六年補延安府同知，四十八年升刑部主事，天啓元年六月升通政司右参议，天啓二年升左参议，三年三月升右通政、照旧管事，回籍。

## 家族
曾祖聶朝忠，庠生；祖聶敏，庠生；父聶可大，庠生；母毋氏。具慶下，妻梁氏，兄聶世濟（知縣），弟聶世澄（廩生）。